# Chilo leucealis
Chilo leucealis là một loài bướm đêm trong họ Crambidae.